# Corella (Bohol)
Corella è una municipalità di sesta classe delle Filippine, situata nella Provincia di Bohol, nella Regione del Visayas Centrale.
Corella è formata da 8 baranggay:
- Anislag
- Canangca-an
- Canapnapan
- Cancatac
- Pandol
- Poblacion
- Sambog
- Tanday